# Cerberus microlepis
Espèce
Statut de conservation UICN

 EN B1ab(iii,v) : En danger
Cerberus microlepis est une espèce de serpents de la famille des Homalopsidae.

## Répartition
Cette espèce est endémique de Luçon aux Philippines. Elle se rencontre dans le lac Buhi.

## Description
Dans sa description Boulenger indique que le spécimen en sa possession mesure 66 cm dont 12 cm pour la queue. Son dos est vert olive foncé avec des taches sombres. Les côtés de sa tête sont rayés de sombre. Sa face ventrale est jaunâtre et nettement marbrée ou tachée de noirâtre.

## Publication originale
- Boulenger, 1896 : Catalogue of the snakes in the British Museum. London, Taylor & Francis, vol. 3, p. 1-727 (texte intégral).